# Dandya hannibalii
Dandya hannibalii là một loài thực vật có hoa trong họ Măng tây. Loài này được L.W.Lenz mô tả khoa học đầu tiên năm 1971.